# Patrouille Suisse

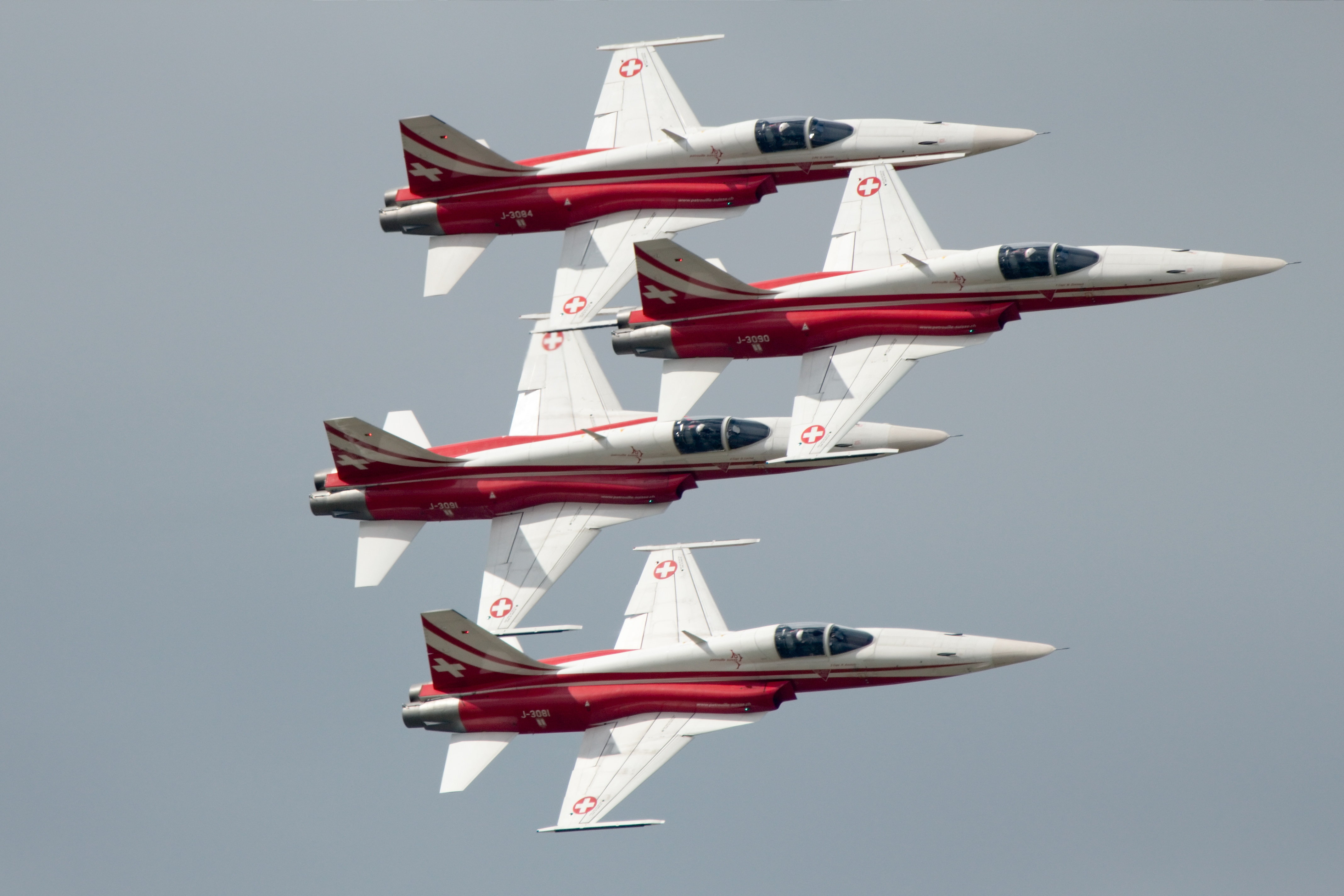
Air 04, Payerne, Svizzera

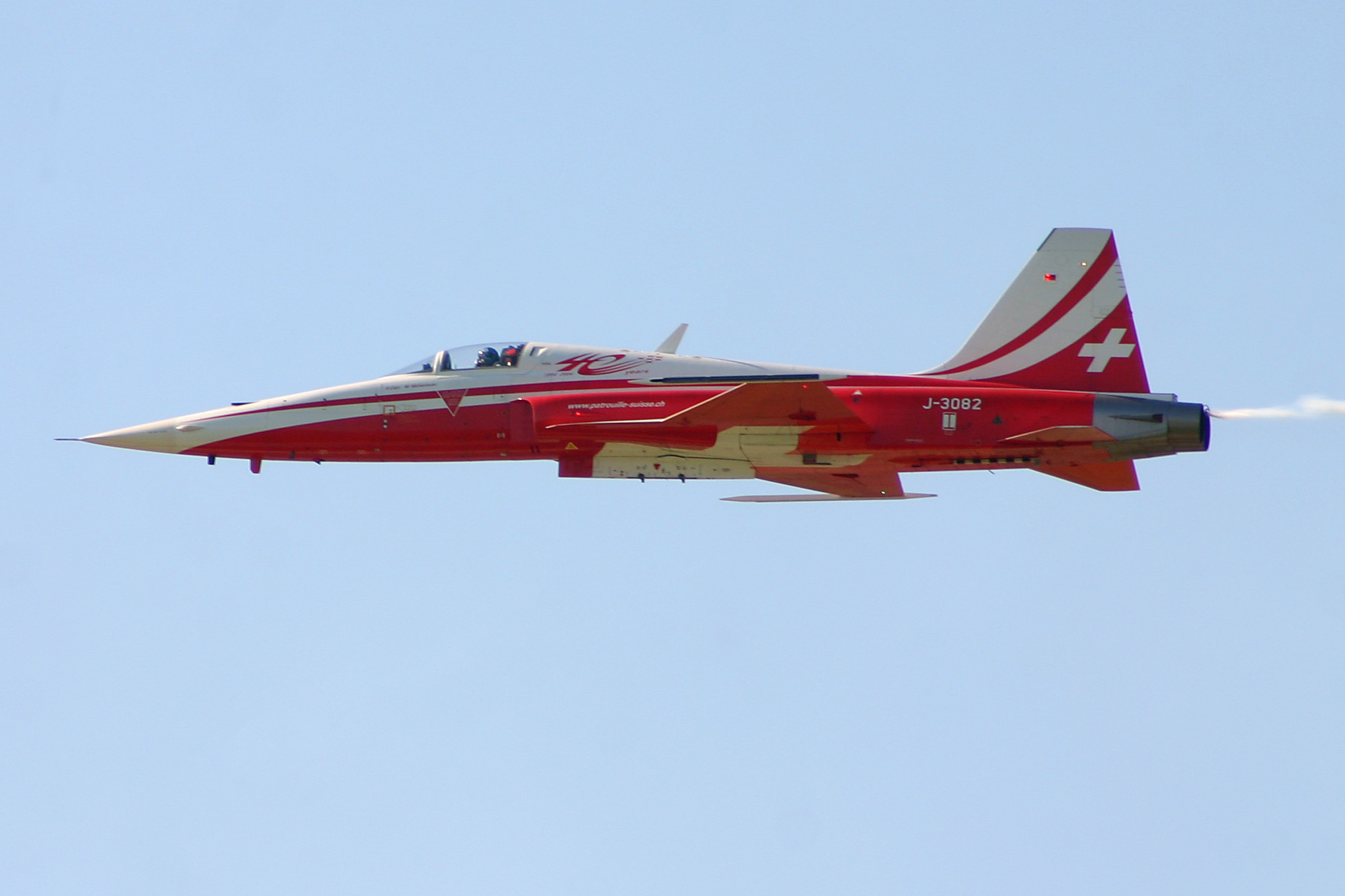
Air 04, Payerne, Svizzera

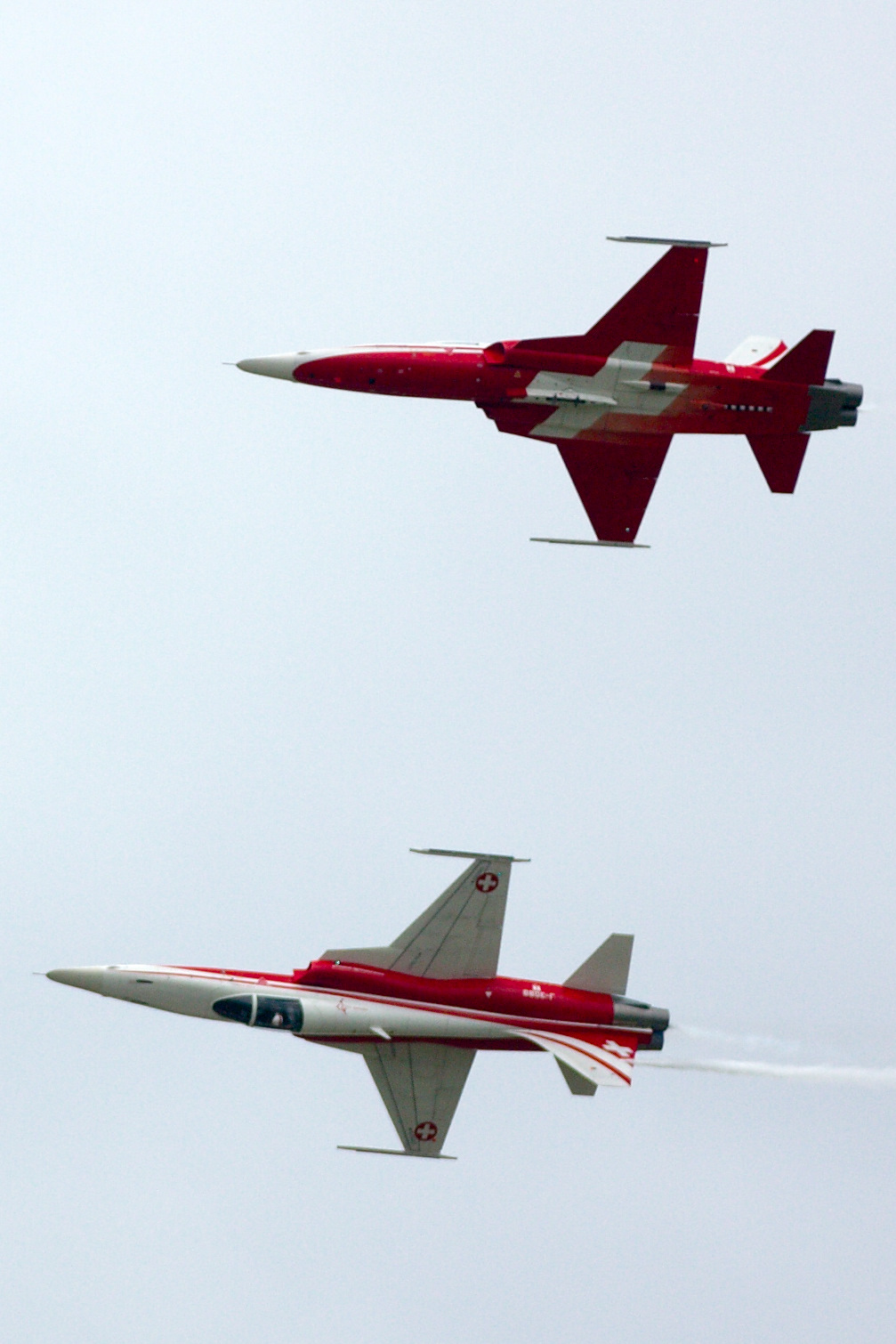
Air 04, Payerne, Svizzera

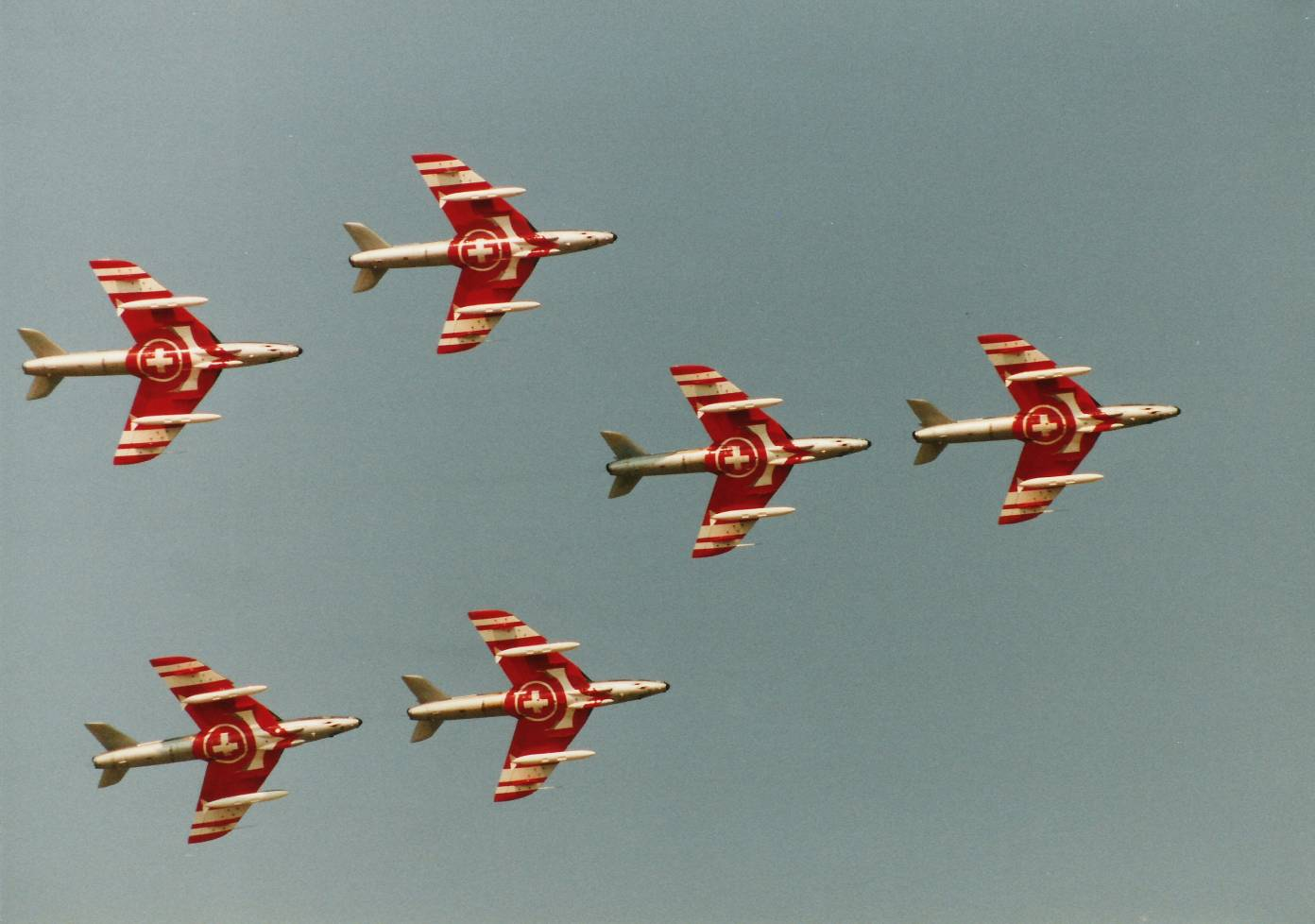
Hawker Hunter della Patrouille suisse, Svizzera

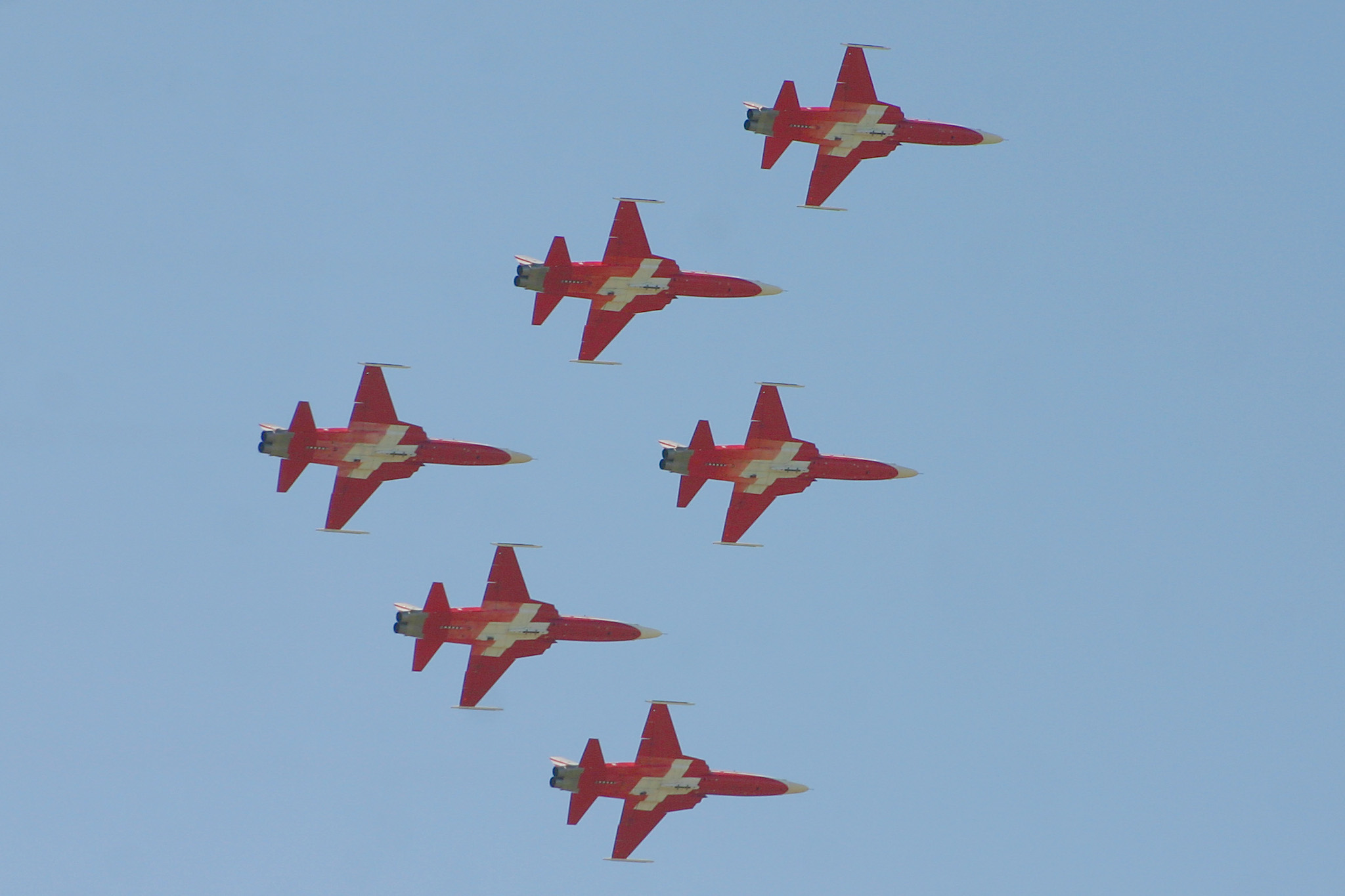

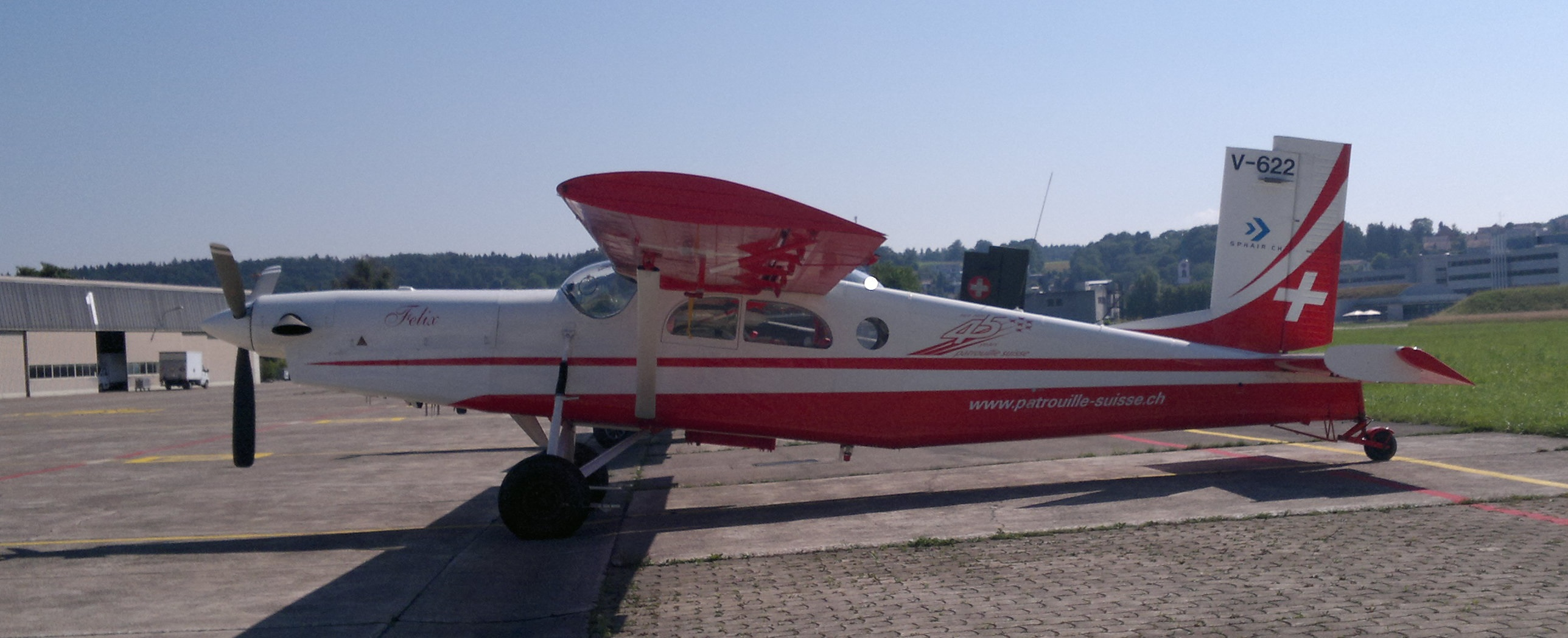
Patrouille Suisse PC-6 V-622 "Felix"

La Patrouille Suisse è la pattuglia acrobatica ufficiale delle Forze Aeree Svizzere. La pattuglia, che vola su 6 Northrop F-5 Tiger II dai colori della bandiera elvetica con una croce bianca sotto l'aereo, ha la propria sede presso l'aeroporto militare di Emmen.

## Storia
Creata il 22 agosto 1964 per l'Esposizione nazionale svizzera del 1964, la Patrouille Suisse contava inizialmente 4 Hawker Hunter Mk. 58. La pattuglia ebbe subito un grande successo presso il pubblico, il quale, non avendo ancora un nome ufficiale, soprannominò la pattuglia "Patrouille Suisse", prendendo spunto dalla Patrouille de France.
Nel ventennio successivo, visto il notevole successo riscontrato, la pattuglia venne ampliata di 2 ulteriori velivoli e venne rafforzato l'addestramento dei piloti.
Dopo trent'anni di fedeltà all'aereo britannico, la Patrouille Suisse entra, nel 1994, in una nuova dimensione aeronautica scegliendo un successore più rapido e maneggevole, il caccia statunitense Northrop F-5 E Tiger II in una livrea rossa e bianca.

## La pattuglia
Tutti i membri della pattuglia sono piloti militari professionisti e controllori di volo (per quanto riguarda gli speaker).
La Patrouille Suisse è formata da un team di 9 uomini dei quali 6 sono piloti, 2 speaker ufficiali ed il comandante. Ogni uomo ha un ruolo definito con la dicitura "Tiger + Numero" seguita dalla definizione del proprio ruolo.
Tiger Zero è la sigla che definisce il ruolo del comandante mentre Tiger Uno quella del Leader della pattuglia, che rispecchia la punta della formazione. Con Tiger Due e Tre si definiscono i ruoli d'ala destra e sinistra della formazione, mentre con Tiger Quattro si definisce il ruolo "Slot", che solitamente si trova in coda o al centro della formazione. Con Tiger Cinque e Sei si definiscono i ruoli di secondo e primo solista e, durante il volo a formazione completa, si trovano in coda alla formazione rispettivamente a sinistra Tiger Cinque e a destra Tiger Sei. Infine con Tiger Otto e Nove si designano gli Speaker ufficiali della Patrouille Suisse, i quali sanno 3 delle lingue nazionali svizzere ed in più l'inglese e lo spagnolo. Ad ogni manifestazione viene, inoltre, designato un ulteriore pilota quale riserva (che idealmente occupa il ruolo di Tiger Sette).
| Call Sign     | Position            | Name                                |
| ------------- | ------------------- | ----------------------------------- |
| Tiger Zero    | Commander           | Lt Col Nils Hämmerli „Jamie“        |
| Tiger Uno     | Leader              | Hptm Gunnar Jansen „Gandalf“        |
| Tiger Due     | Right Wing          | Hptm Claudius Meier „Mac“           |
| Tiger Tre     | Left Wing           | Hptm David Pereira „Pepe“           |
| Tiger Quattro | Slot                | Hptm Martin Schär „Jaydee“          |
| Tiger Cinque  | 2nd Solo            | Hptm Lukas Nannini „Bigfoot“        |
| Tiger Sei     | 1st Solo            | Hptm Michael Duft „Püpi“            |
| Tiger Sette   | Spare Pilot /Filmer |                                     |
| Tiger Otto    | Speaker             | Lt Col Christian Trottmann „Trotti“ |
| Tiger Nove    | Speaker             | Hptm Jody Bolomey „Jody“            |

- J-3081
- J-3083
- J-3084
- J-3085
- J-3086
- J-3087
- J-3089 (Spare aircraft)
- V-622 "Felix" Pilatus PC-6 Trasporto leggero

## Le evoluzioni
Solitamente il programma della Patrouille Suisse dura 20 minuti e consta di una ventina di manovre. La maggior parte delle volte la pattuglia inizia il proprio programma con la formazione completa, cambiando le disposizioni degli aerei durante le varie manovre di fronte al pubblico. Nella fase seguente avviene la separazione dal gruppo dei due solisti Tiger Cinque e Tiger Sei, i quali svolgeranno le proprie evoluzioni in coppia, sfruttando soprattutto le potenzialità offerte dal velivolo e cimentandosi nel volo a bassa quota. Durante la manifestazione i due solisti si intervallano alle evoluzioni del gruppo principale in modo da offrire al pubblico continui passaggi con rari momenti vuoti. Per finire tutti i 6 aerei si riuniscono per svolgere la celebre manovra del "Gran Finale", che firma il finale di ogni esibizione della Patrouille Suisse.
L'ordine delle manovre svolte però non è sempre fisso, difatti l'ordine può variare a dipendenza delle condizioni meteo e dalle caratteristiche territoriali dell'area di esibizione, riuscendo sempre a distinguersi nell'adeguare il proprio programma alle necessità imposte dall'area di volo. Inoltre, durante tutta la manifestazione, la pattuglia riceve indicazioni da parte del comandante a terra sullo svolgimento delle manovre e sull'eventuale perfezionamento di queste ultime.
Oltre a ciò non è raro che la pattuglia collabori con altri aerei o formazioni, soprattutto su territorio elvetico dove spesso la pattuglia può essere accompagnata da un F/A-18 Hornet Svizzero, il quale può anche sostituire un solista, o entrambi, durante alcune evoluzioni con la Patrouille Suisse.

## Gli aerei
Gli aerei utilizzati per la Patrouille Suisse sono stati due; inizialmente gli Hawker Hunter e poi i Northrop F-5 Tiger II.
Quando la pattuglia fu creata vennero messi a disposizione 4 aerei dall'aviazione militare. Grazie al notevole successo riscontrato la pattuglia venne ampliata negli anni successivi fino ad un totale di 6 velivoli. Per la celebrazione del 700º anniversario della Confederazione si decise di cambiare la livrea degli aerei in suo onore, dipingendo di rosso e bianco la parte inferiore delle ali e ponendo al centro una croce bianca a rappresentare la bandiera Svizzera.
Nel 1995 tutta la flotta venne sostituita con i nuovi F-5 Tiger II cambiando ulteriormente la livrea degli aerei. Mentre nella parte superiore dell'aereo predomina il bianco con delle parti rosse verso la coda, nella parte inferiore predomina totalmente il rosso, fatta eccezione per una grossa croce bianca a simboleggiare così la bandiera svizzera.

## Il film
Nel 2004, in occasione del 40º anniversario della pattuglia, la rete televisiva SF - Schweizer Fernsehen, in collaborazione con la Patrouille Suisse, ha realizzato un film intitolato "Anjas Engel", sotto la regia di Pascal Verdosci. La storia narra di uno dei piloti della Patrouille Suisse (interpretato da Anatole Taubman) che, dopo la sua morte, nei panni di un angelo cercherà di aiutare la moglie a rifarsi una nuova vita.